# Stehag
Stehag est une localité de la commune de Eslöv en Suède. Elle est située sur la ligne de chemin de fer Södra stambanan. L'histoire de la ville remonte au XIIe siècle, et la construction de l'église de Stehag.

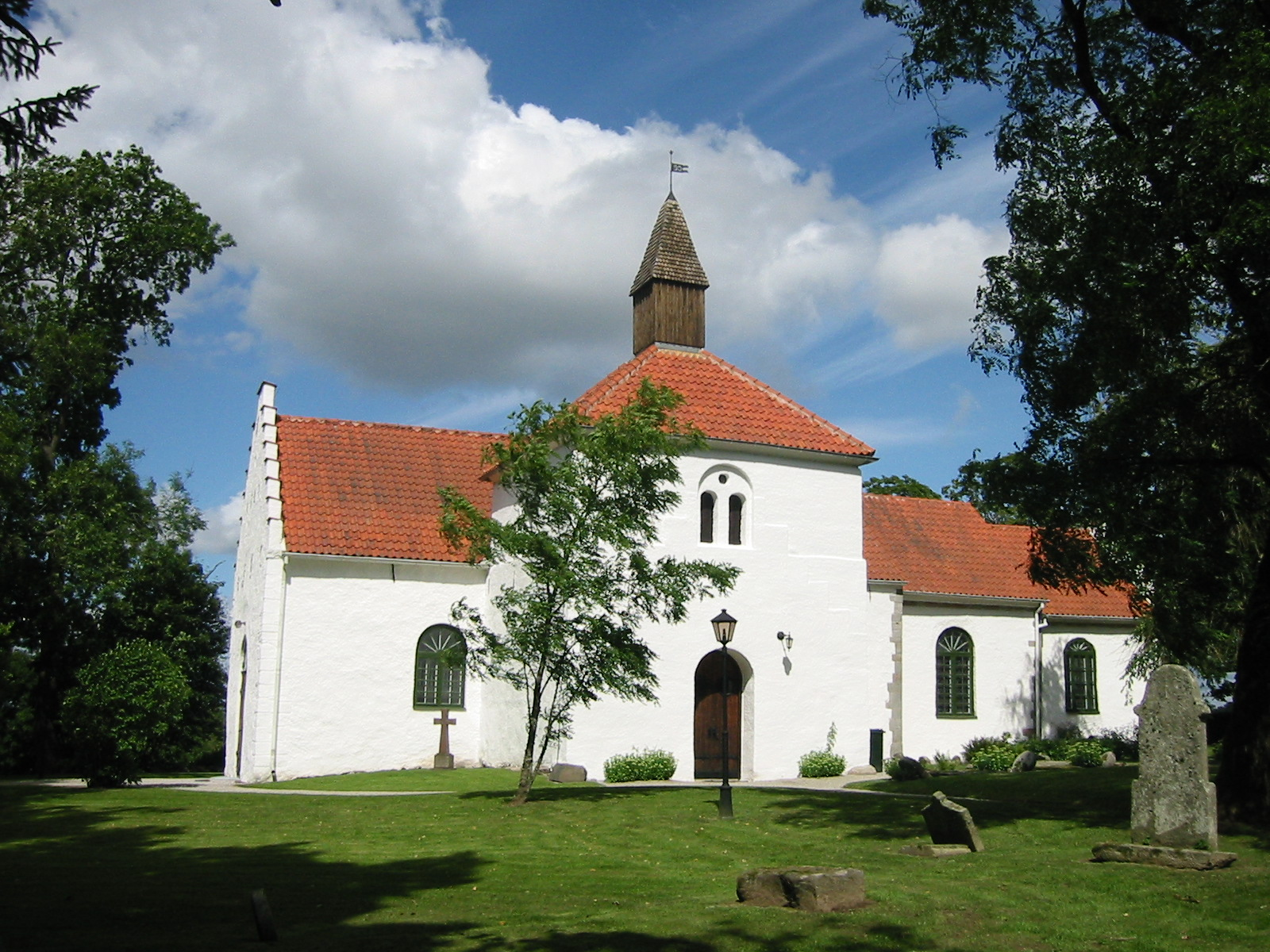
L'église de Stehag.